# Gustavo Fernández (director)

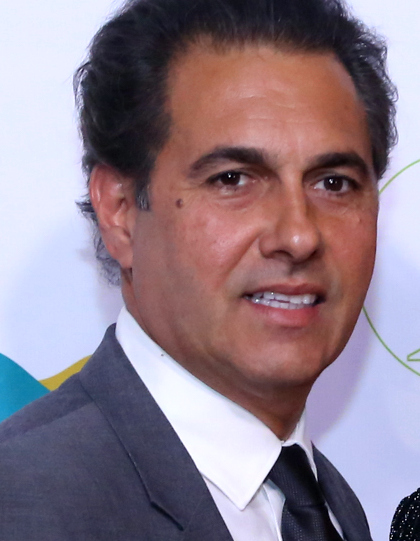

Gustavo Fernández es un director de televisión brasileño de novelas de la Rede Globo.

## Trabajos en televisión
- 2014 - Boogie Oogie - dirección general[1]
- 2013 - Além do Horizonte - dirección general[2]
- 2012 - Avenida Brasil - dirección[3]
- 2012 - O Brado Retumbante - dirección general[4]
- 2011 - Cuento encantado - dirección[5]
- 2010 - A Cura - dirección[6]
- 2009 - Cuna de gato - dirección[7]
- 2008 - La favorita - dirección[8]
- 2007 - Dos caras - dirección[9]
- 2006 - Pé na Jaca - dirección[10]
- 2005 - Belíssima - dirección[11]
- 2004 - Começar de Novo - dirección[12]
- 2004 - Um Só Coração - dirección[13]